# Endéné Miyem
Nwal-Endéné Miyem, född den 15 maj 1988 i Rheims, Frankrike, är en fransk basketspelare.
Miyem tog OS-silver i dambasket vid olympiska sommarspelen 2012 i London.